# Rózsadomb (Budapest)
Rózsadomb Budapest városrésze a II. kerületben, Budapest és Magyarország egyik leghíresebb és legmagasabb presztízsű lakóövezete.

## Fekvése
A Rózsadomb a II. kerület keleti részén, hegyvidéki területen fekszik. A szomszédos városrészek: Országút, Rézmál, Vérhalom, Szemlőhegy, Zöldmál és Felhévíz. Határai: Bimbó út, Alsó Törökvész út, Vérhalom utca, Veronika utca, Zivatar utca. 
Bár a Rózsadomb név hivatalosan csak erre a viszonylag kis városrészre utal, tágabb értelemben véve a budapestiek "Rózsadombnak" nevezik a II. kerület Margit körút és a Nagybányai út között húzódó, belvároshoz közel elhelyezkedő dombvidékét, annak nagy értékű ingatlanokkal beépített városrészei miatt, mint például Csatárka, Látó-hegy (Gugger-hegy), Pálvölgy, Zöldmál, Szemlőhegy, Törökvész, Vérhalom, Rézmál és Országút.

## Története
A török hódoltság idején a legendák szerint Gül Baba rózsáival ültették be a még érintetlen dombvidéket, innen ered a neve is. Zöldövezeti jellegéből adódóan a XII. kerületi Hegyvidékhez képest néhány évtizednyi késéssel a 19. század végétől, a 20. század elejétől kezdődött meg a beépülése eleinte hétvégi telkekkel, nyaralókkal üdülőterületként. A 20. század elején a korabeli elit, jómódú vállalkozók, kereskedők, gyártulajdonosok építettek maguknak impozáns, tágas villákat. A második világháború után a tulajdonosaiktól az állam elkobozta az ingatlanokat és többnyire magas pozíciójú kommunista pártfunkcionáriusoknak utalták ki azokat. Innen ered a pesti népnyelv által gúnyosan a Rózsadombra ragasztott "Káderdülő" elnevezés.

### A Rózsadomb ma
A városrész elegáns villanegyedeiről és híres lakóiról vált ismertté. A XII. kerületi Hegyvidékhez hasonlóan a lakásárak itt is magasak. Ez az ország egyik legdrágább lakóövezete. Kitüntetett helyzetét jó adottságainak köszönheti. A belváros közelsége (1,5–2 km) ellenére csendes, nyugodt, tiszta levegőjű terület, amely tágas, kiterjedt zöldterületekkel, ősfás parkokkal rendelkezik. Magaslati jellegéből adódóan egyedülálló panoráma nyílik róla a Budai-hegységre, a budai Várnegyedre, az Országházra, a Dunára és a Margit-szigetre.
A beépítettsége változatos képet mutat. Megtalálhatók itt egyaránt patinás századfordulós villák, amelyek egy része ma cégközpontként, magánklinikaként, nagykövetségként szolgál, mint ahogyan zöldövezeti társasházi lakások is.

## Megközelítése

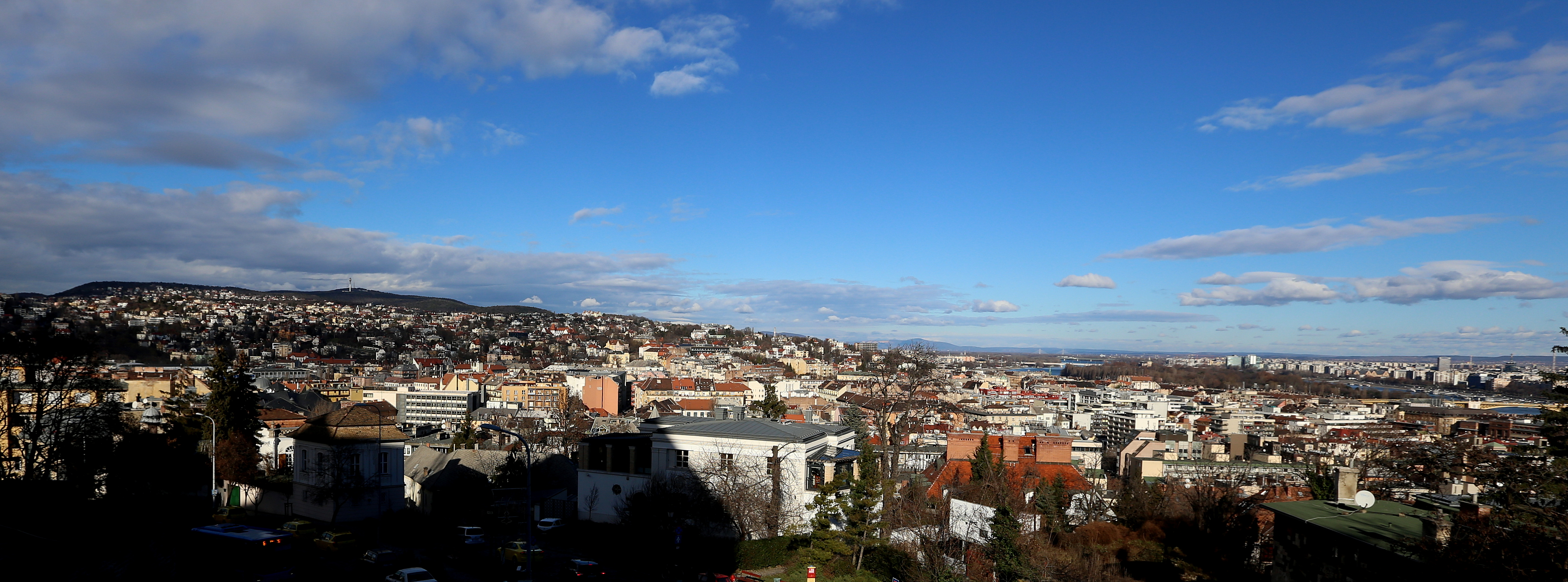
A Rózsadomb látképe a Budai Várnegyed felől

A városrész közösségi közlekedéssel a 4-es, 6-os és 17-es villamosokkal, valamint a 11-es, a 91-es, a 111-es, a 191-es és a 291-es autóbuszokkal érhető el. Fontosabb útjai a Bimbó út, Rómer Flóris utca, Szemlőhegy utca, Keleti Károly utca, Apostol utca, Vérhalom utca. (A 2016-ban Ankara utcává átnevezett Rómer Flóris utcai szerpentin 1911-1914 között épült.)
Közvetlen közeléből elérhető a Margit-sziget, a Mammut bevásárlóközpont, a Millenáris Park, a Széll Kálmán tér és a Budai Gyermekkórház.

## Nevezetességei
- Pál-völgyi-barlangrendszer
- Szemlő-hegyi-barlang
- Kapisztrán Szent János-templom